# Universidad de África
La Universidad de África (en inglés: Africa University) es una institución privada, pan-africana y relacionada con la iglesia Metodista Unida. Cuenta con más de 1.200 estudiantes de 22 países africanos. Se encuentra a 17 km al noroeste de Mutare, que es la cuarta ciudad más grande de Zimbabue. Concede tanto licenciaturas como maestrías en diferentes programas.
En una Conferencia General en 1988, los metodistas unidos abrumadoramente aprobaron la propuesta de comenzar la universidad. El 6 de abril de 1991, miles de personas de todo Zimbabue observaron la ceremonia de inauguración que se llevó a cabo y un árbol de acacia se plantó en el lugar de Mutare donde se hallaba la vieja misión de la Universidad de África.